# Cratere Plutarch
Plutarch è un cratere lunare di 69,59 km situato nella parte nord-orientale della faccia visibile della Luna.